# 赤川元安
赤川 元安（あかがわ もとやす）は、江戸時代前期の武士。毛利氏の家臣で、萩藩（長州藩）士。父は赤川元種。

## 生涯
慶長7年（1602年）、毛利氏家臣である赤川元種の嫡男として生まれる。
慶長16年（1611年）12月22日、毛利輝元の加冠状を受けて元服し、「元」の偏諱を与えられて「元安」と名乗る。
元和4年（1618年）12月16日、父・元種が隠居し、元安が家督と周防国吉敷郡湯田村の103石3斗8升5合の知行地を相続することを毛利輝元に認められ、同日に「次郎左衛門尉」の官途名を与えられた。
寛永11年（1634年）12月13日、毛利秀就から「彌兵衛尉」の官途名を与えられた。
延宝8年（1680年）閏8月15日に死去。享年79。子の助種が後を継いだ。

## 逸話
- 元安が「次郎左衛門尉」の官途名を名乗った元和4年（1618年）12月以降に、熟した瓜1折を毛利輝元に贈っており、輝元は元安からの贈り物に喜んだ旨を井原元歳を通じて伝えている[7]